# ガルダンヌ
ガルダンヌ （Gardanne、オック語プロヴァンサル方言:Gardana）は、フランス、プロヴァンス＝アルプ＝コート・ダジュール地域圏、ブーシュ＝デュ＝ローヌ県のコミューン。

## 地理

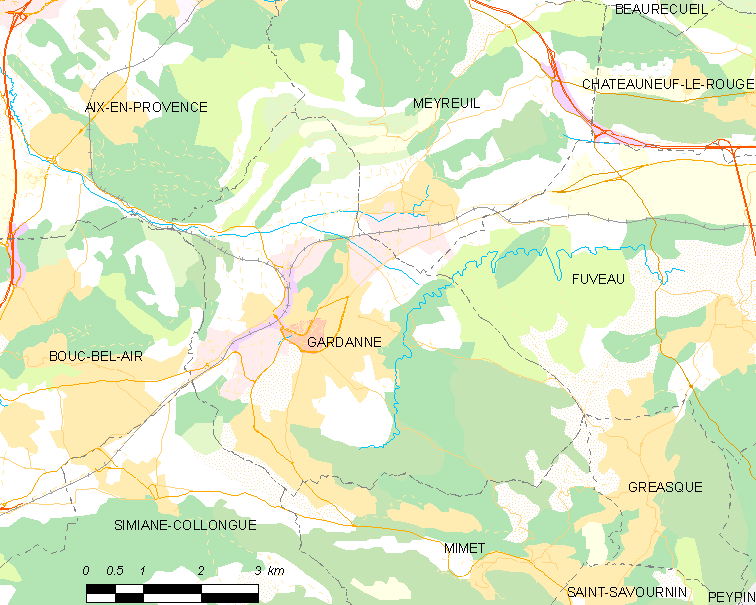
ガルダンヌの位置

エクス＝アン＝プロヴァンスの南約15マイル、マルセイユの北25km地点に位置する。ガルダンヌは地理的、行政上、歴史的にもプロヴァンスの鉱山地帯の中心である。

## 交通
- 道路 - A7、A8、A50、A51、A52、A55
- 空港 - マルセイユ・プロヴァンス空港まで25kmの距離
- 鉄道 - エクス＝アン＝プロヴァンスのTGV駅まで20分ほど。マルセイユ・サン＝シャルル駅との間の路線あり。

## 歴史
新石器時代である紀元前4世紀頃の定住地跡が見つかっているが、ガルダンヌのまちとしての形態が現れるのは中世である。このときカストゥルムが南の緩やかな丘の上に築かれていた。カストゥルムについては、11世紀のサン＝ヴィクトール・ド・マルセイユ修道院の特許状台帳の中でふれられている。こののちノートルダム教区教会がカストゥルム跡に移り、土地は修道院が所有していた。中世を通じてガルダンヌは壁で覆われ、貴族の家系がガルダンヌ領主となっていた。
シチリア王にしてプロヴァンス伯のルネ・ダンジューは1454年から1480年までガルダンヌの領主となって行政を司った。ルネはガルダンヌに城を建て、余暇を過ごした。ガルダンヌはのち、フォルバン家（クロード・ド・フォルバンはルイ14世時代の海軍軍人）の領地となった。
1676年、ガルダンヌ住民は134000リーヴルを払って土地を王から取得し、専制的な領主から解放された。17世紀から炭鉱業がさかんとなり、瞬く間に、木材の不足を補うために石炭が求められ、地域に影響を与えるようになった。19世紀、石炭産業は近代化された。マルセイユにあるオリーブ油抽出の工場、タイル製造、石鹸製造の工場に燃料を供給した。主として農村であったガルダンヌは、市街の拡張、鉄道の到来で姿を変えた。画家ポール・セザンヌは1885年から1886年にかけての15ヶ月間をガルダンヌで過ごしている。
19世紀終わりの、ペシネー社のアルミニウム製造工場設置、ビヴェル地区の鉱山は、鉱山の自治体への転換点となった。人口が急激に増加し、イタリア、ポーランド、チェコスロバキア、アルメニア、スペイン、北アフリカからの労働者が流入した。彼らは貧困や戦争で国を出てきた人々で、アルミニウム製造業や鉱山、まちの商店に勤めた。
アルミニウム製造には多くのエネルギーが必要なため、大戦後には石炭燃料を原料とする火力発電所が設置された。1949年には最高を記録した鉱山労働者の数は2003年に閉山となるまで緩やかに減少した。

## 経済
1893年に創業したペシネー社の工場は、現在リオ・ティント・アルキャンの傘下となり、従業員400人、下請け労働者250人が働いている。ギニアから輸入されたボーキサイトをアルミナに加工する、フランス国内唯一の工場である。工業用セラミックス、特殊な耐火ガラスとの組成にアルミナが用いられる。

## 人口統計
| 1962年 | 1968年 | 1975年 | 1982年 | 1990年 | 1999年 | 2006年 |
| ------ | ------ | ------ | ------ | ------ | ------ | ------ |
| 11 261 | 12 601 | 14 120 | 15 122 | 17 864 | 19 323 | 21 062 |

source = Ehess et INSEE